# Ptychohyla legleri
Duellmanohyla legleri es una especie de anfibios de la familia Hylidae.

## Distribución geográfica y hábitat
Es endémica de la cordillera de Talamanca (este de Costa Rica y oeste de Panamá). Su rango altitudinal oscila entre 880 y 1600 m s. n. m..

## Estado de conservación
Se encuentra amenazada por la pérdida de su hábitat natural.